# ایدالیس اورتیز
ایدالیس اورتیز بوکورت (انگلیسی: Idalys Ortiz Boucurt؛ زادهٔ ۲۷ سپتامبر ۱۹۸۹) یک جودوکار اهل کوبا است. او در بازی‌های پان امریکن رشته جودو در سال ۲۰۰۷ برای نخستین بار به مقام قهرمانی رسید. هم‌چنین در المپیک تابستانی ۲۰۱۶ مدال نقرهٔ وزن ۷۸+ کیلوگرم را به دست آورد.

## دستاوردها
| سال  | مسابقه                 | مقام | وزن         |
| ---- | ---------------------- | ---- | ----------- |
| ۲۰۰۷ | مسابقات پان امریکن     | اول  | سنگین وزن   |
| ۲۰۰۷ | قهرمانی جودو جهان ۲۰۰۷ | پنجم | سنگین وزن   |
| ۲۰۰۸ | مسابقات پان امریکن     | اول  | ۷۸+ کیلوگرم |
| ۲۰۰۸ | پکن ۲۰۰۸               | سوم  | ۷۸+ کیلوگرم |
| ۲۰۰۹ | مسابقات پان امریکن     | اول  | ۷۸+ کیلوگرم |
| ۲۰۰۹ | مسابقات پان امریکن     | اول  | سنگین وزن   |
| ۲۰۰۹ | قهرمانی جودو جهان ۲۰۰۹ | سوم  | ۷۸+ کیلوگرم |
| ۲۰۱۰ | مسابقات پان امریکن     | اول  | ۷۸+ کیلوگرم |
| ۲۰۱۰ | مسابقات پان امریکن     | اول  | سنگین وزن   |
| ۲۰۱۱ | مسابقات پان امریکن     | اول  | ۷۸+ کیلوگرم |
| ۲۰۱۲ | لندن ۲۰۱۲              | اول  | ۷۸+ کیلوگرم |
| ۲۰۱۶ | ریو دو ژانیرو ۲۰۱۶     | دوم  | ۷۸+ کیلوگرم |